# Цветан Даскалов
Цветан Даскалов е български актьор и режисьор.

## Биография
През 1988 г. завършва ВИТИЗ „Кръстьо Сарафов“ със специалност „Актьорско майсторство“ за драматичен театър в класа на професор Сашо Стоянов и Цветана Стоянова. Играе в пиеси като „Оливър“, „Честна мускетарска“, „Майстора и Маргарита“, „Хамлет“, „Както Ви хареса“, „Величие и падение на Ст. Стамболов“, „Страх и мизерия на третия райх“, „Носорози“, „Вишнева градина“, „Упражнения по стил“. През 2009 г. специализира режисура при професор Красимир Спасов.

## Постановки
- „Суматоха“ – Йордан Радичков (2009)
- „Хленч“ – Стивън Беркоф (2009)
- „Игра на двойка“ – по Дарио Фо и Франка Реме (2010)
- „Лари Томпсан“ – Душан Ковачевич (2011)
- „Януари“ – Йордан Радичков (2011)
- „Убий досадника“ – Франсис Вебер (2012)
- „Любовни хватки“ – Мойра Бъфини (2013)
- „Последният страстен любовник“ – Нийл Саймън (2015)
- „Рожден ден“ – Харолд Пинтър (2016)

## Филмография
- „Дъвка за балончета“ (2017) – Бобев
- „На червено“ режисьор Тома Варшаров (2015)
- „Подслон“ (2010)
- Вътрешен глас (2008) – шофьор на камион
- „Посредникът“ (2008)
- Приятелите ме наричат Чичо (тв, 2006)
- Urnebesna tragedija (1995) – Пациент 2
- Жребият (1993), 7 серии – Цар Борис III
- „Тишина“ (1990) – Доктора
- „Жесток и невинен“ (1990)

## Награди
- Награда за главна мъжка роля за филма „Подслон“, реж. Драгомир Шолев, на 13-о издание на Фестивала за европейско кино в Есон, Франция, 2011 г.